# 杨村之战
杨村之战是义和团运动期间八国联军从天津进军北京时的一场战斗。是役，八国联军击败清军，得以继续进军北京。

## 背景
1900年8月4日，八国联军士兵离开天津，进军北京以解使馆区之围。这支军队由下列国家的大约20,000人组成：美军2,000人；日军10,000人；俄军4,000人；英军3,000人；法军800人；德军200人；奥地利和意大利军队各100人。
5日，联军在北仓击败清军。清军撤退约12英里抵达杨村，在海河东岸和铁路路堤之间做好战备。清军希望在杨村这一据点阻止联军进军。此处的乡村平坦，除了稻田和玉米田外几乎无处为进攻者提供掩护，30英尺高的铁路路堤则为清军提供了掩体庇护。还有一些军队驻扎在靠桥的一个村落裡。
在6日进军杨村的联军队列中，美、英军在最前列。日军在海河西岸行进，没有参战。中国军队可能达大约10,000，虽然上战场的人数待考。
联军遇到的一个严峻问题是酷热。进军杨村期间，大约有20%的部队掉队，一些中暑导致的死亡也被记录下来。而在战斗期间，有更多的人因为天气炎热失去战斗力。

## 战役

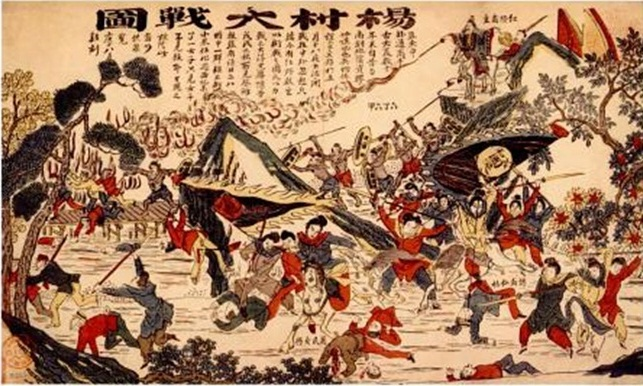
描述此战的中国年画。

联军在距离中国军队大约5,000码的地方部署。战线从河开始延伸，组成部分先是俄军，再是英军，然后是美军第十四步兵团和弹药队，右翼是美国海军支持下的第九步兵团。英国的孟加拉骑兵被安排在最右翼。
进攻从上午11:00开始，但后来发生的与其说是战斗不如说是忍耐力竞赛。很多人已经把水壶里的水喝完了。“进军路线上的乡村没有水井或溪水。人们因渴而饥饿。他们大量因中暑虚脱而跌倒。”
美军第十四步兵团在威廉·昆顿少校的带领下冲击中国守军，直扑铁路路堤后最坚固的中国据点。“我们面前的平原是一个熔炉。厚厚的云层中升起了灰尘。”人们因中暑和虚脱而倒下。中国的大炮和步枪射击变得“中重度”，但因联军队形松散，没有造成大伤亡。处在无掩护的开阔乡村的美军急忙前进以驱逐中国守军。但当他们和第一作战团锡克教信徒以及第二十四作战团旁遮普人冲上路堤，他们发现大多中国据点都被丢弃了。中国军队每隔一段距离挖了一个小孔，每个对应小孔的位置都有一名中国士兵，每个小孔的周围都有炮弹和空子弹壳，被他们收集起来丢进了附近的河流。在敌方大炮逼近时，中国军队才奉命带着很多伤员和武器撤退。随着中国军队掩护自己撤退，剩下的战斗由中国军队的后队完成。因联军在进军时搭桥过河耽误了时间，西岸的日军未能及时赶到，中国军队得以顺利过桥逃跑，带走了大量枪支，丢弃了很多炮弹筒。后来有一些中国军队想回来带走一些武器，结果有的被杀，有的被俘为劳工和苦力。
美军进军如此迅速，以致英军（或可能俄军）炮兵部队误认美军为正在撤退的中国军队，炮击第十四步兵团，杀死四名美军士兵，伤11名士兵。美军疯狂地派出信使告诉英军和俄军停止炮击。此外，美军在战斗中也遭到法军的射击。
下午晚些时候，杨村之战结束，获胜但疲惫的联军控制了战场。中国军队以极小的伤亡逃离，随着联军进军丢弃了坚固的据点。美军伤亡是9死64伤，但其中15员伤兵很快死亡。此外，两名美军士兵死于中暑。英军6死38伤，一人死于中暑。俄军7死20伤。

## 后果
联军已在北仓和杨村击败中国军队。虽仍然完整且削弱极小，但中国军队没有再挑战联军，联军继续进军，基本未受阻，直至北京。14日，他们将强行入城，解使馆区之围，占领城市和周边乡村，消灭义和团运动的最后残余。

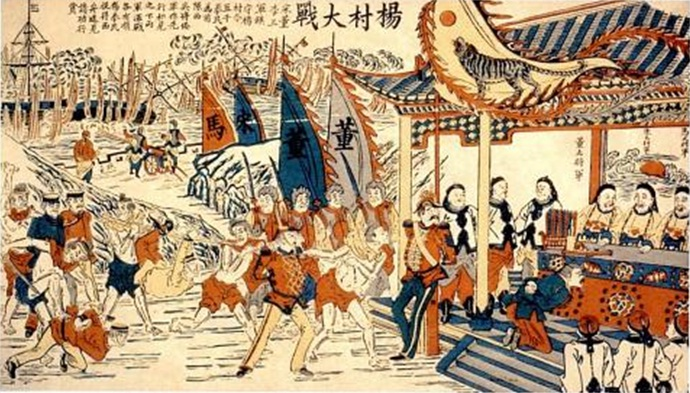
中国年画，描述所谓被俘的八国联军军官被拖拽到董福祥将军面前的场景。但董福祥军没有参与此战；参与此战的主要是宋庆将军和马玉崑将军的军队。董福祥实际在廊坊阻击战中率军。它似乎描述的是另一场战斗的场景。

## 影响
建立中华民国和国民党的孙中山博士赞扬义和团对抗西方帝国主义的行为。他说拳民们勇敢无畏，对抗西方军队时战斗至死，他特别引用了杨村之战，尽管他所指的显然是义和团运动更早阶段时拳民和西摩尔远征军之间发生于杨村的一场战斗。

## 引用
1. 1 2  美國軍務部（1901年），第573页
2. ↑  美國軍務部（1901年），第568-571页
3. ↑  Daggett（1903年），第59页
4. 1 2  Brown（1909年），第71页
5. 1 2  寶復禮（1902年），第72页
6. ↑  Daggett（1903年），第60-62页
7. ↑  Landor（1901年），第339页
8. ↑  Landor（1901年），第356-357页
9. ↑  Daggett（1903年），第64页
10. ↑  Wise & Frost（1929年），第50-51页
11. ↑  寶復禮（1902年），第72-73页
12. ↑  Daggett（1903年），第63-64页
13. ↑  . Perrien-Keydel Company. 1907: 514  [2020-07-03]. （原始内容存档于2020-07-15）.
14. ↑  Daggett（1903年），第64, 68页
15. ↑  Thompson, Larry Clinton. William Scott Ament and the Boxer Rebellion: Heroism, Hubris, and the Ideal Missionary. Jefferson, NC: McFarland, 2009, pp. 174-181
16. ↑  Douglas Kerr. . Hong Kong University Press. 2009: 151  [2010-06-28]. ISBN 978-962-209-857-2. （原始内容存档于2021-12-29）.

## 延伸阅读
- Д.Г.Янчевецкий "У стен недвижного Китая". Санкт-Петербург - Порт-Артур, 1903 (D.G.Yanchevetskiy "Near the Walls of unmoving China", Sankt-Peterburg - Port-Artur, 1903)
- В. Г. Дацышен «Русско-китайская война 1900 года. Поход на Пекин» — СПБ, 1999. ISBN 5-8172-0011-2 (V.G.Datsishen "Russo-chinese war of 1900. March to Beijing", Sankt-Peterburg, 1999)
- Thompson, Larry Clinton. William Scott Ament and the Boxer Rebellion: Heroism, Hubris, and the Ideal Missionary.